# Lia (Michelangelo)
Lia  è una scultura marmorea (h 209 cm) di Michelangelo, databile al 1542 circa e conservata nella basilica di San Pietro in Vincoli a Roma, tra le statue della tomba di Giulio II.

## Storia
Con la Rachele, la statua di Lia andò a completare la decorazione dell'ultima versione del monumento funebre a papa Giulio II del 1542-1545, opera travagliatissima a cui l'artista aveva lavorato per quasi quarant'anni. Destinata alla nicchia di destra, accanto al più antico e ben riuscito Mosè, l'opera è documentata in una supplica a Paolo III del 20 luglio 1542, in cui si riferisce che le opere erano a buon punto. Un mese dopo Michelangelo stipulò un contratto con Raffaello da Montelupo per portare a termine le cinque statue mancanti della tomba, comprese Lia e Rachele, sebbene per queste ultime due il maestro si riservò di nuovo l'esecuzione di mano sua poco dopo. Pare che comunque la pulitura e rifinitura venne lasciata all'aiutante. 
Dopo il completamento del monumento Michelangelo ricevette numerose critiche sul risultato finale, che tra l'altro arrivarono a negare la sua autografia nelle due statue delle nicchie, ipotesi che venne a lungo ripresa dalla critica fino al XIX secolo, finché non vennero pubblicati i documenti che provavano la sua paternità.

## Descrizione e stile
Lia, eroina biblica, è raffigurata come una matrona romana, vestita all'antica e reggente in mano uno specchio, che ricorda la Prudenza, o un diadema, in cui corre la sua lunga coda di capelli. Secondo Vasari e Condivi essa sarebbe un'allegoria della Vita attiva , basandosi su un passo dantesco o sulle Disputationes Camaldulenses di Cristoforo Landino.
In questo senso le due figure femminili rappresenterebbero due modi di essere, ma anche da due modi di salvezza non necessariamente in conflitto tra di loro: la vita contemplativa viene rappresentata da Rachele che prega come se per salvarsi usasse unicamente la Fede, mentre la vita attiva, rappresentata da Lia, trova la sua salvezza nell'operare. L'interpretazione comune dell'opera d'arte è che si tratti di una specie di posizione di mediazione tra Riforma e Cattolicesimo dovuta sostanzialmente alla sua intensa frequentazione con Vittoria Colonna e il suo entourage.